# Torneo Albert Schweitzer 1993
Il Torneo Albert Schweitzer 1993 si è svolto nel 1993 nella città tedesca di Mannheim.

## Classifica finale
| Pos. | Squadra     |
| ---- | ----------- |
|      | Stati Uniti |
|      | Lituania    |
|      | Italia      |
| 4.   | Grecia      |
| 5.   | Spagna      |
| 6.   | Turchia     |
| 7.   | Croazia     |
| 8.   | Polonia     |
| 9.   | Russia      |
| 10.  | Francia     |
| 11.  | Germania    |
| 12.  | Rep. Ceca   |
| 13.  | Slovenia    |
| 14.  | Bulgaria    |
| 15.  | Finlandia   |
| 16.  | Estonia     |